# Lấn dũi
Lấn dũi là một chiến thuật quân sự kết hợp, chiến thuật này phối hợp tác chiến chủ yếu giữa bộ binh và các lực lượng yểm trợ như pháo binh, không quân. Hình thức phối hợp tương tự như tiền pháo hậu xung nhưng có nhiều khác biệt. Tiêu đề "chiến thuật lấn dũi" được dùng trong các tài liệu quân sự của Quân đội nhân dân Việt Nam để gọi một chiến thuật chiến đấu từng được Quân lực Việt Nam Cộng hòa sử dụng.

## Mô tả
Lấn dũi là đánh "lấn" từ từ, "dũi" là tập trung lấn vào một điểm xác định. Dũi trong tiếng Việt thường chỉ hành động dồn về một phía cụ thể, như hành động dũi đất của lợn: "...dùng mõm dũi xuống đất. Mõm lợn dũi đến đâu cỏ sạch đến đấy" (trích Tổng tập văn học dân gian người Việt, tr. 72) Dũi là hành động lợn "thọc mõm xuống rồi đẩy lên".
Lấn dũi có hướng tiến hẹp, chủ yếu dồn lực tấn công vào các điểm mấu chốt của đối phương chứ không tấn công trên tuyến dài. Về tốc độ tiến công chậm rãi, bộ binh tấn công nếu không đủ sức tiến sẽ lùi về sau để không quân không kích và pháo binh pháo kích lên, sau đó bộ binh sẽ tiến lên và nếu gặp lực cản sẽ lại lùi về sau để các hỏa lực lớn tiếp tục bắn lên dọn đường. Hỏa lực mạnh được dội lên liên tục sẽ làm hao mòn lực lượng đối phương, khiến họ không còn đủ sức giữ vững vị trí phòng thủ nữa. Sự phối hợp như thế lặp đi lặp lại cho đến khi điểm đóng quân của đối phương thất thủ.
Để khắc chế chiến thuật này, Quân đội nhân dân Việt Nam cho tăng cường hệ thống giao thông hào nhiều hơn và xây dựng hầm kiên cố nhiều tầng. Điều này để thúc đẩy việc di chuyển của quân lính, khi cần rút lui hay cần triển khai, chi viện sẽ di chuyển nhanh hơn cũng như giảm thiểu thương vong hơn. Đồng thời, chi viện hỏa lực, dùng pháo từ các cao điểm trên hệ thống phòng ngự bắn chi viện sang các cao điểm mà đối phương đang tập trung đánh chiếm. Quân Giải phóng cũng sử dụng đơn vị cơ động tấn công vào sở chỉ huy và trận địa pháo của đối phương. Ngoài ra, tấn công vào đường hậu cần quân đối phương. Trong trận Thành cổ Quảng Trị, ban ngày quân Việt Nam Cộng hòa chiếm được một cứ điểm thì vào ban đêm quân Giải phóng sẽ tổ chức tập kích để chiếm lại.

## Lịch sử
Chiến thuật này được ghi nhận được đưa vào sử dụng vào năm 1972 trong trận Thành cổ Quảng Trị. Chiến thuật đã được quân Giải phóng đánh giá là "nguy hiểm". Quân lực Việt Nam Cộng hòa tổ chức đánh chiếm từng điểm một, chiếm công sự nào thì mang dây thép gai và công sự lắp sẵn ra bố trí. Trận đánh chấm dứt sau 3 tháng với chiến thắng của Quân lực Việt Nam Cộng hòa.
Quân lực Việt Nam Cộng hòa đã sử dụng chiến thuật này trong trận Thượng Đức (từ tháng 7 đến tháng 11 năm 1974) khi việc phản công ào ạt không thành công. Ba tiểu đoàn quân Giải phóng là tiểu đoàn 7, tiểu đoàn 8, tiểu đoàn 9, thuộc Trung đoàn 3, Sư đoàn 324 đã xây dựng hệ thống phòng ngự mạnh là hệ thống gồm nhiều cao điểm 1062, 700, 500, 126, 109,...hệ thống phòng ngự kiên cố, có bãi mìn. Với "chiến thuật lấn dũi", Quân lực Việt Nam Cộng hòa thành công đánh chiếm nhiều cao điểm như 700, 109, 383; gây tổn thất nặng cho quân Giải phóng. Chiến thuật này được quân Giải phóng đánh giá là hiệu quả.
Theo nguồn thông tin của Bộ Quốc phòng Việt Nam trên trang mod.gov.vn, tiêu đề "chiến thuật lấn dũi" đã được Quân đội nhân dân Việt Nam sử dụng để gọi một trong các cách đánh của họ trong trận Điện Biên Phủ vào năm 1954. Tuy nhiên chiến thuật này khác với chiến thuật của Quân lực Việt Nam Cộng hòa. Cách đánh của Quân đội nhân dân Việt Nam là bao vây, lấy hệ thống chiến hào làm điểm tựa, tấn công lấn dần vào các cao điểm của quân Pháp.
Trong cuộc chiến chống lại Trung Quốc, Quân đội nhân dân Việt Nam đã sử dụng "chiến thuật lấn dũi" trong trận Vị Xuyên. Các đơn vị đã tập trung tấn công chiếm lại cao điểm 685 bị quân Trung Quốc chiếm trước đó. "Chiến thuật lấn dũi" phối hợp giữa bộ binh và đặc công, đặc công Việt Nam sẽ tấn công lên trước sau đó là bộ binh, nhưng chiến sự được phía Việt Nam mô tả là khó khăn, đặc công vừa rời vị trí thì quân Trung Quốc tái chiếm ngay tức khắc vị trí đó. Ngoài ra, phía Trung Quốc vẫn có ưu thế hỏa lực pháo binh. Chiến sự diễn ra từ tháng 12 năm 1984 đến tháng 1 năm 1985, quân Việt Nam có tiểu đội chỉ còn 2 người sống sót.
Vào giữa năm 2023, Đại tướng Valerii Fedorovych Zaluzhnyi của Ukraina tuyên bố các cuộc phản công nhằm vào quân Nga ở mặt trận phía Đông và Đông Nam đang đạt thành công, các chiến thuật chiến đấu hiệu quả, trong đó có "chiến thuật lấn dũi". Ông mô tả quân đội Ukraina tiến công vững chắc và kêu gọi thêm viện trợ quân sự từ Mỹ để thúc đẩy cuộc chiến chống lại Nga.

### Sách
- Nam Hà (2005). Cuộc chiến đấu trên đường 13. Nhà xuất bản Công an nhân dân.
- Nguyễn Đại Bằng (2006). Quy luật âm nghĩa và những đơn vị gốc tiếng Việt. Nhà xuất bản Văn hóa - Thông tin. OCLC 167871333.
- Nguyễn Xuân Kính (2005). Tổng tập văn học dân gian người Việt, Tập 7. Nhà xuất bản Khoa học xã hội. OCLC 58535597.
- Phạm Gia Đức (1994). Lịch sử Quân đoàn 2, 1974-1994. Nhà xuất bản Quân đội nhân dân. OCLC 32857008.
- Trần Sĩ Huệ (2014). Sổ tay các từ phương ngữ Phú Yên. Nhà xuất bản Văn hóa - Thông tin. ISBN 9786045014776.